# Обратное поглощение
Обратное поглощение (англ. reverse merger) — сделка, при которой акционеры частной (непубличной) компании приобретают контроль над публичной компанией, а публичная компания — активы частной компании.
Обратное поглощение — метод получения публичного статуса, при котором частная компания сливается с публичной компанией, т. н. «шелл-компанией» (shell company). Как результат слияния:
- собственники частной компании владеют существенной частью акций шелл-компании (примерно 85-90 %).
- шелл-компания изменяет своё наименование — как правило на наименование частной компании.
- менеджмент частной компании становится менеджментом шелл-компании.

Обратное поглощение — это процесс получения публичного статуса для компаний, которым нет необходимости получить инвестиции немедленно, но в то же самое время которые имеют возможность быстрого роста как по своим размерам, так и по масштабу бизнеса — с тем, чтобы обеспечить свою дальнейшую деятельность в форме публичной компании.
На практике имеется три основных варианта сделок.
- Обыкновенное поглощение Шелл-компания (публичная) приобретает целиком частную компанию с активами и пассивами, полностью её поглощая. Частная компания прекращает своё существование. Акции частной компании конвертируются в акции шелл-компании. Собственники частной компании получают контрольный пакет акций новой публичной компании. Особенность. Все долги, судебные тяжбы, вынесенные судебные решения, штрафы и прочие возможные осложнения остаются у новой публичной компании.

- Сделка с обменом акциями Акционеры частной компании обменивают свои акции на акции шелл-компании. Частная фирма становится 100 % дочерней публичной. Акционеры частной компании получают контрольный пакет акций публичной компании. Механизм. Шелл-компания проводит дополнительную эмиссию акций и в обмен на вновь выпущенные акции получает 100 % акций частной компании. В результате: шелл-компания владеет 100 % акций частной компании, а бывшие владельцы частной компании контролируют публичную компанию.

- Сделка с обменом акций на активы Шелл-компания проводит дополнительную эмиссию, приобретает все или почти все активы частной компании и расплачивается за них контрольным пакетом своих акций. Частная компания, распускается после решения всех вопросов, связанных со своими существующими обязательствами. Полученные акции пропорционально распределяются между акционерами частной компании. В результате, акционеры частной компании получают контрольный пакет акций новой публичной (бывшей шелл-компании). Характерная особенность — новая публичная компания не получает «в наследство» отношения и обязательства старой шелл-компании.

Вопросы, которые следует проанализировать, прежде чем рассматривать варианты обратного поглощения:
- Сможет ли ваша компания позволить себе дополнительные расходы, которые налагаются на публичные компании?
- Если нет, то позволит ли бизнес компании нарастить собственность или получить перекрестное финансирование на оплату таких издержек?
- Принесет ли публичный статус какие-либо реальные положительные результаты для компании и её владельцев?
- Позволяет ли потенциал положения вашей компании на рынке обеспечить возврат инвестиций, приемлемый для инвестиционного сообщества?
- Имеются ли в компании необходимые средства для финансирования рыночного аналитика и обеспечения поддержки на рынке после завершения сделки?